# Kamienny Dwór
Kamienny Dwór – wieś w Polsce położona w województwie podlaskim, w powiecie bielskim, w gminie Wyszki.
W latach 1975–1998 miejscowość należała administracyjnie do województwa białostockiego.
Na terenie miejscowości znajduje się dawna letnia rezydencja wdowy po Józefie Piłsudskim, Aleksandry.
Wierni kościoła rzymskokatolickiego należą do parafii św. Stanisława w Topczewie.

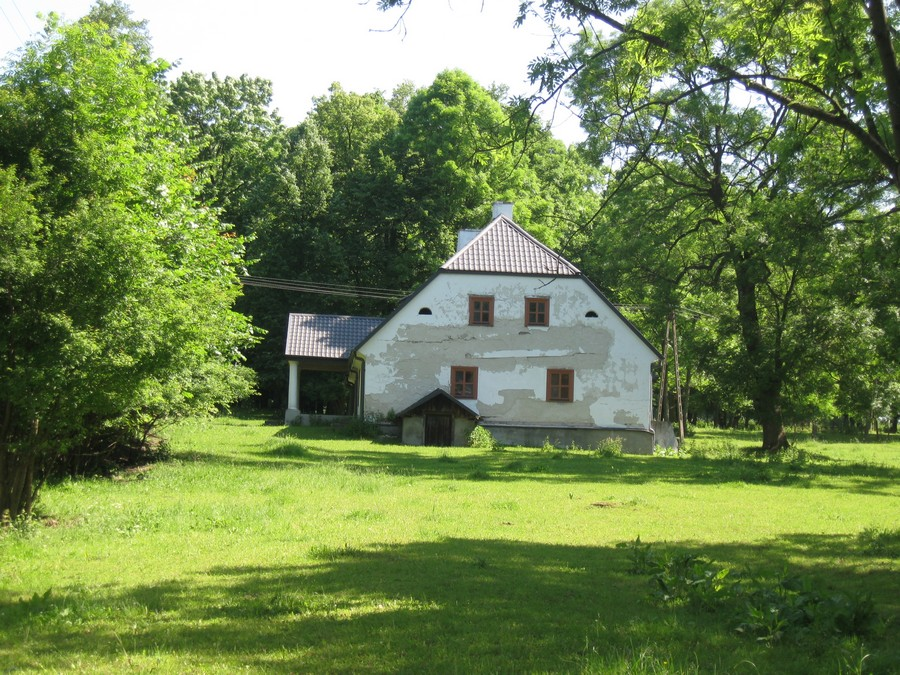
stary dwór

## Zabytki
- zespół dworski
  - dwór (stary), 1 poł. XIX, nr rej.: 240 z 26.10.1966
  - dwór (nowy), 1933, nr rej.: 500 z 10.12.1980
  - drewniany lamus, nr rej.: 88(82) z 24.01.1957
  - park, XVIII, nr rej.: 764 z 31.12.1992[6].